# Союз писателей Республики Абхазия
Союз писателей Республики Абхазия — общественная организация, объединяющая ряд абхазских и зарубежных литераторов (прозаиков, поэтов, эссеистов и т. д.).

## История
Союз писателей Абхазии основан в сентябре 1933 года.
В 2004 году, в период президентских выборов в Республике Абхазии, на волне политических разногласий, около половины членов вышли из Союза и образовали Ассоциацию писателей Республики Абхазия (возглавляет народный поэт Абхазии Мушни Ласуриа).
На 1 января 2009 год Союз объединял 45 членов. С 2003 года в Союзе писателей действуют удостоверения нового образца.
10 июня 2013 года состоялась презентация новой газеты Союза писателей Республики Абхазия «Аамта» (Время).
- Председатель правления — Мукба Анзор Кокович[5]
- Заместитель председателя по зарубежным связям — Чачхалиа Денис Киршалович[6]
- Секретарь — Абхазоу, Вахтанг Владимирович

## Члены Союза писателей Республики Абхазия
- Агрба Владимир Бабахович
- Аджинджал Шалодия Михайлович
- Аламиа Геннадий Шаликович
- Ахуба Джума Виссарионович
- Абредж Гильда Салиховна
- Абхазоу Вахтанг Владимирович
- Бебиа Планон Хуампович
- Басария Владимир Константинович
- Бутба Заур Расимович
- Бебиа Екатерина Георгиевна
- Бигуаа Вячеслав Акакиевич
- Басариа Этери Фёдоровна
- Возба Анатолий Батович
- Гогуа Алексей Ночевич
- Гублиа Георгий Константинович
- Гургулиа Борис Алмасханович
- Дбар Валентин Григорьевич
- Джопуа Зураб Джотович
- Исаев Тауз Султанович
- Исс Тауз (с 19.09.2003)[1]
- Капба Руслан Хонеевич
- Квициниа Николай Тарасович
- Квициниа Сергей Андреевич
- Квициниа Гунда Сергеевна
- Когониа Валентин Астамурович
- Касландзия Валерий Платонович
- Лагвилава Анатолий Янкович
- Лакоба Станислав Зосимович
- Макачаа Лариса Забетовна
- Мукба Анзор Кокович
- Начкебиа Даур Капитонович
- Отырба Нури Кагурович
- Патулиди Николай Георгиевич
- Сакания, Гунда Валентиновна
- Сарецян Артавазд Айкович
- Соловьёв-Гердов Константин Николаевич
- Тапагуа Джота Константинович
- Тарба Нелли Золотинсковна
- Тхайцук Заира Шалвовна
- Торосян Оганес Амазаспович
- Чаниа Терентий Михайлович (быв. председатель Союза)
- Чачхалия Денис Киршалович
- Хашба Инна Николаевна
- Хашиг Николай Чифович
- Хаджимба Инна Юрьевна
- Хьюит Джордж (с 19.09.2003)[1]
- Шариа Виталий Валерьянович
- Эбжноу Руфбей Иванович
- Эрсой Хайри (Кутарба) (с 2007)[7]